# سلسو تورلیو
سلسو تورلیو ویلا (انگلیسی: Celso Torrelio Villa؛ زادهٔ ۳ ژوئن ۱۹۳۳ – درگذشته ۲۳ آوریل ۱۹۹۹) ژنرال نظامی و سیاستمدار اهل بولیوی بود. وی از ۴ سپتامبر ۱۹۸۱ تا ۲۱ ژوئیه ۱۹۸۲ رئیس‌جمهور این کشور بود.
سلسو تورلیو در ۲۳ آوریل ۱۹۹۹، در سن ۶۵ سالگی بر اثر نارسایی قلبی درگذشت.